# Roger Hertog

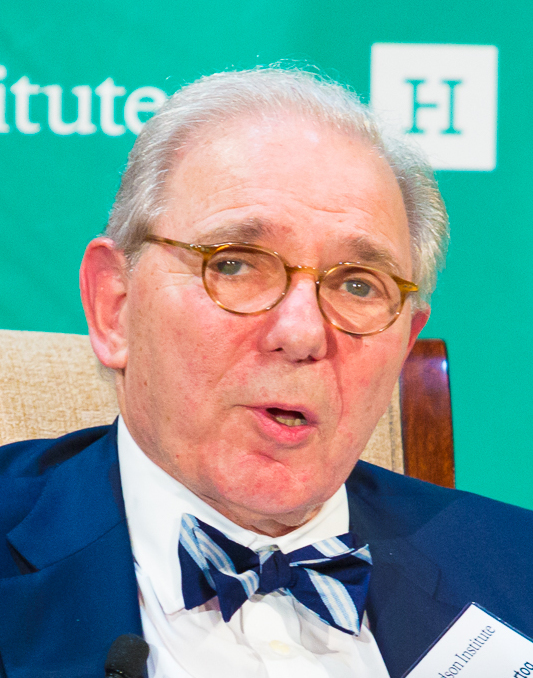
Roger Hertog

Roger Hertog (nacido en 1941) es un hombre de negocios, financiero y filántropo conservador estadounidense. Nacido y criado en el distrito del Bronx de la ciudad de Nueva York, Hertog siguió una carrera en el mundo de los negocios, convirtiéndose en Presidente de Sanford Bernstein (ahora AllianceBernstein). Actualmente es Presidente de la Fundación Hertog y Presidente del Fondo Tikvah.

## Vida personal y carrera
Nacido en 1941 de inmigrantes judíos alemanes, Hertog creció en el Bronx y asistió a escuelas públicas. Su primer trabajo fue en la sala de correo de una compañía financiera mientras asistía a City College por la noche. Finalmente, se unió a Oppenheimer & Co. como administrativo. En Oppenheimer, conoció a su futuro socio, Sanford Bernstein. En 1967, Hertog se unió a Sanford C. Bernstein, & Co. La empresa, en apuros en aquellos momentos, se convirtió más tarde en una de las principales empresas de gestión de activos del mundo. Hertog siguió siendo presidente de la firma hasta su fusión con Alliance Capital Management en el año 2000. Se jubiló en 2006 de AllianceBernstein L.P. aunque sigue siendo Vicepresidente Emérito.
Su esposa, Susan Hertog, se graduó en Hunter College y obtuvo su MFA (Máster en Bellas Artes) en la Escuela de Artes de la Universidad de Columbia en 1993. Actualmente, Roger y Susan Hertog tienen tres hijos adultos.

## Filantropía

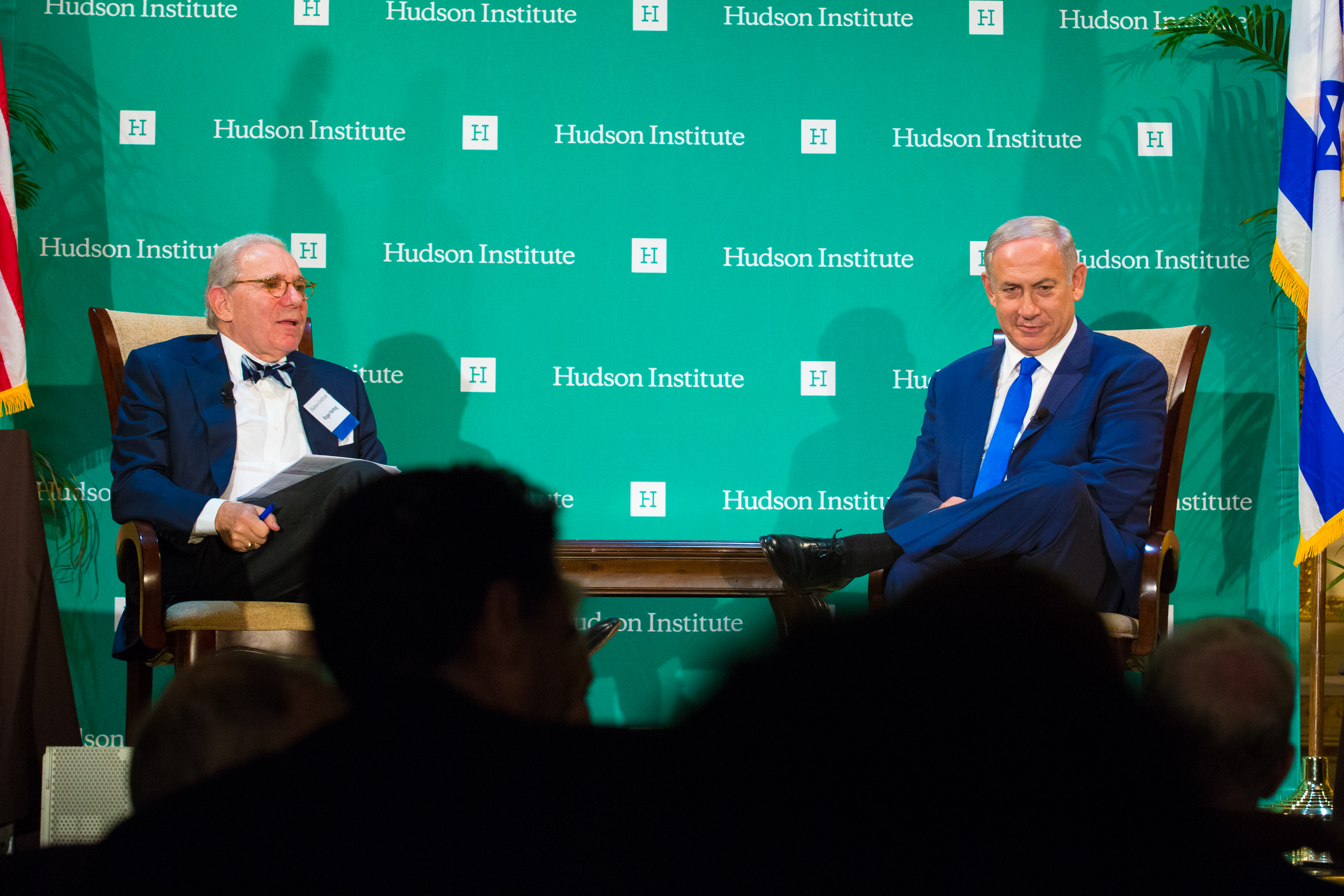
Hertog con Benjamin Netanyahu en el Hudson Institute

Hertog es copresidente de la Fundación Hertog y presidente del Fondo Tikvah. Actualmente es presidente del comité ejecutivo de la junta directiva de la New York Historical Society y miembro de la junta directiva de la Alexander Hamilton Society. Hertog ha formado parte de los consejos directivos del American Enterprise Institute, de la Thomas Jefferson Foundation y del Washington Institute for Near-East Policy, y es presidente emérito del Manhattan Institute for Policy Research. Fue copropietario de los desaparecidos The New York Sun y The New Republic, y es miembro de la junta directiva de Commentary. También es uno de los principales partidarios de la revista National Affairs, editada por Yuval Levin.
Su fundación familiar apoya varias becas educativas para estudiantes universitarios y profesiones jóvenes. En 2010, la Fundación lanzó el Programa de Estudios Políticos, un programa de verano de élite con becas completas para estudiantes universitarios en teoría y práctica de la política. En 2013, en colaboración con el Instituto para el Estudio de la Guerra, Hertog se amplió con el lanzamiento de un seminario de verano de dos semanas sobre la guerra y la doctrina militar para estudiantes universitarios avanzados, el Programa de Estudios de Guerra. La fundación ofrece otros programas y seminarios en tres áreas principales: Pensamiento Político y Filosofía; Guerra y Asuntos Exteriores; y Economía y Política Interna.
Hertog a menudo hace donaciones a organizaciones y causas judías. Su modo principal es a través del Fondo Tikvah. Hertog ha servido como presidente de Tikvah desde 1999. Tikvah dirige e invierte en una amplia gama de iniciativas, incluyendo programas educativos, publicaciones y becas en todo el mundo. Como parte de su trabajo con Tikvah, Hertog ayudó a financiar el Centro Shalem en Israel. Desde entonces, el centro se ha convertido en Shalem College, acreditado en 2013 para conferir títulos de licenciatura. Hertog también ha dado dinero a la Liga Anti-Difamación, Taglit-Birthright Israel, y American Friends of Shalva.
Aparte de su trabajo educativo, Hertog ha sido un gran defensor de las artes y la cultura en la ciudad de Nueva York. Se le atribuye haber ayudado a estimular la modernización en la Sociedad Histórica de Nueva York, uniéndose a la junta en 2003. En 2004, Hertog y otros miembros de la junta como son, Lewis E. Lehrman y Richard Gilder ayudaron a financiar una exposición de Alexander Hamilton en N-YHS. Además, patrocinó la creación del Centro Bibliotecario del Bronx, que abrió sus puertas en 2006.
Durante la década de 1990, Hertog, junto con otros inversionistas, puso en marcha uno de los primeros programas de vales escolares financiados con fondos privados, financiando 1.000 becas anuales para familias pobres interesadas en enviar a sus hijos a escuelas privadas. Más de 25.000 personas solicitaron las becas. Ha invertido en la Success Charter Network y en la Families for Excellent Schools en Nueva York. Recientemente, financió un estudio sobre el movimiento de las escuelas charter en la ciudad de Nueva York y las maneras de invertir mejor en él.
El 15 de noviembre de 2007, Hertog recibió una Medalla Nacional de Humanidades en una ceremonia en la Casa Blanca con el presidente de Estados Unidos George W. Bush. La mención que acompañaba al premio alababa a Hertog por "filantropía ilustrada en favor de las humanidades". Su sabiduría y generosidad han rejuvenecido las instituciones que guardan la memoria americana". Ganó también el Premio William E. Simon de Liderazgo Filantrópico en 2010.